# 14919 Робертохавер
14919 Робертохавер (14919 Robertohaver) — астероїд головного поясу, відкритий 6 серпня 1994 року.
Тіссеранів параметр щодо Юпітера — 3,494.